# Huang Yuting
Huang Yuting (chinesisch 黄雨婷; * 3. September 2006 in Taizhou (Zhejiang)) ist eine chinesische Sportschützin, die in der Disziplin 10 Meter Luftgewehr 2022 und 2023 Weltmeisterin sowie 2024 Goldmedaillen-Gewinnerin bei den Olympischen Spielen in Paris war.

## Leben
Huang Yuting wurde in Shangzheng, einem Vorort von Taizhou, geboren. Ihre Heimatstadt ist für seine Kampfkunst-Schulen bekannt, in denen Huang in frühen Jahren ihre ersten sportlichen Erfahrungen sammelte. In 2016 besuchte Huang den Shaolin-Unterricht der Taizhou Wushu Association. Seitdem nahm sie regelmäßig am Taizhou International Wushu Festival teil und gewann mehrere Goldmedaillen.
Im Sommer 2016 nahm sie am Sommertraining der Huangyan-District-Sportschule für Sportschützen teil. Bereits im Januar 2017 wurde sie Mitglied im Huangyan-Gewehrschützen-Team. Ab 2018 erhielt Huang Einzeltraining und gewann drei Goldmedaillen bei den chinesischen U18-Schießmeisterschaften. Im November 2020 trat sie dem Zhejiang-Provinz-Kaderteam bei und brach zwei Provinzrekorde in der Disziplin 10-Meter-Luftgewehr (60 Schuss). Anschließend wurde Huang in das Nationalteam einberufen, das sich für die Olympischen Spiele in Tokio vorbereitete. Wegen ihres jungen Alters wurde sie jedoch nicht als Athletin für die Teilnahme an den Spielen nominiert und trainierte danach wieder mit dem Zhejiang-Team.
2021 nahm Huang als jüngste Teilnehmerin bei den 14. nationalen Meisterschaften teil und belegte den 7. Platz im 10-Meter-Luftgewehr-Schießen.

## Erfolge
2022 gewann Huang Yuting bei den Schieß-Weltmeisterschaften 2022 in Kairo zwei Goldmedaillen (Mixed und Team) und eine Silbermedaille (Einzel) und qualifizierte sich damit für die Olympischen Sommerspiele in Paris.
Während der Schieß-Weltmeisterschaften 2023 in Baku gewann Huang mit Sheng Lihao die Goldmedaille im Mix-Wettbewerb.
Huang Yuting nahm an den Olympischen Spielen 2024 in Paris teil, bei denen sie in zwei Konkurrenzen antrat. Im Einzel gewann sie mit 251,8 Punkten die Silbermedaille hinter Ban Hyo-jin aus Südkorea, wobei beide Schützinnen punktgleich endeten. Im letzten Schuss holte die Südkoreanerin mit 10,4 Punkten den Sieg vor Huangs 10,3-Schuss. Im Mixed-Wettbewerb trat sie erneut mit Sheng Lihao an. Im Goldmatch entschieden die beiden mit 16:12 Matchpunkten das Finale für sich und gewannen damit die Olympische Goldmedaille. Huang schoss dabei in der Platzierungsrunde 105,9, 105,0 und 106,1. Im Goldmatch erreicht sie eine durchschnittliche Trefferquote von 10,41.
Im Mai 2025 konnte Huang beim ISSF Junioren World Cup mit ihrem Landsmann Huang Liwanlin vor zwei indischen Paarungen Gold gewinnen. Im Einzelwettbewerb 10 m Luftgewehr belegte sie den fünften, im 50 m KK Dreistellungskampf den achten Platz.